# Axiom Mission 4

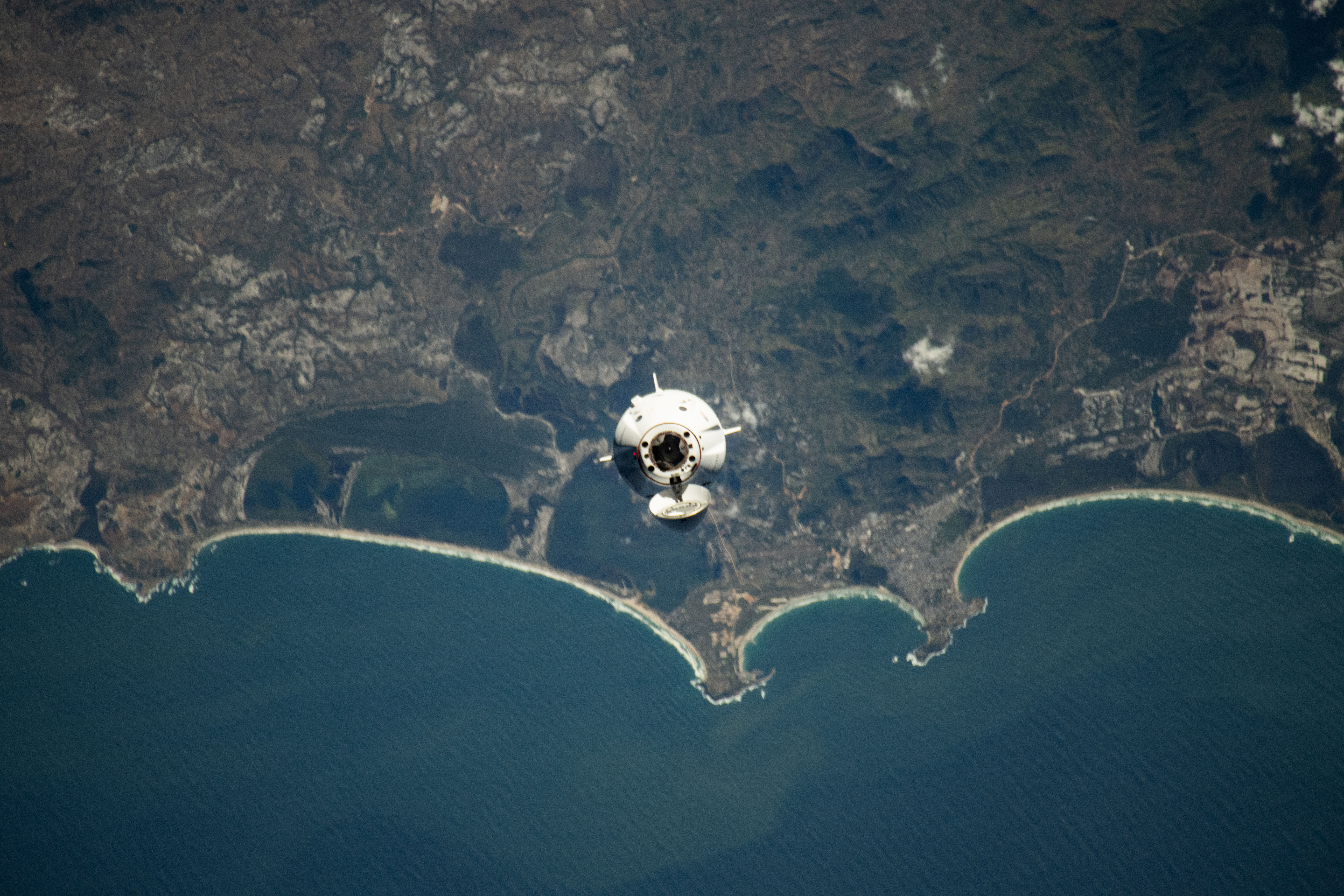
Crew Dragon Grace při příletu k ISS, 25. června 2025

Axiom Mission 4 (Ax-4) byla čtvrtá mise programu soukromých kosmických letů americké společnosti Axiom Space. Stejně jako při předchozích výpravách odletěla v lodi Crew Dragon společnosti SpaceX k Mezinárodní vesmírné stanici (ISS) čtyřčlenná posádka tvořená jedním profesionálním a třemi komerčními astronauty, pro které místa zakoupily národní instituce z Maďarska, Indie a Polska. Start se po několika odkladech uskutečnil 25. června 2025, let skončil 15. července 2025.

## Kosmická loď Crew Dragon
Crew Dragon je kosmická loď pro lety s posádkou navržená v rámci programu NASA CCDev, (Commercial Crew Development) společností SpaceX, především pro dopravu astronautů na Mezinárodní vesmírnou stanici. SpaceX ale loď používá i pro další účely mimo spolupráci s NASA (komerční programy Inspiration4, Axiom Space a Polaris).

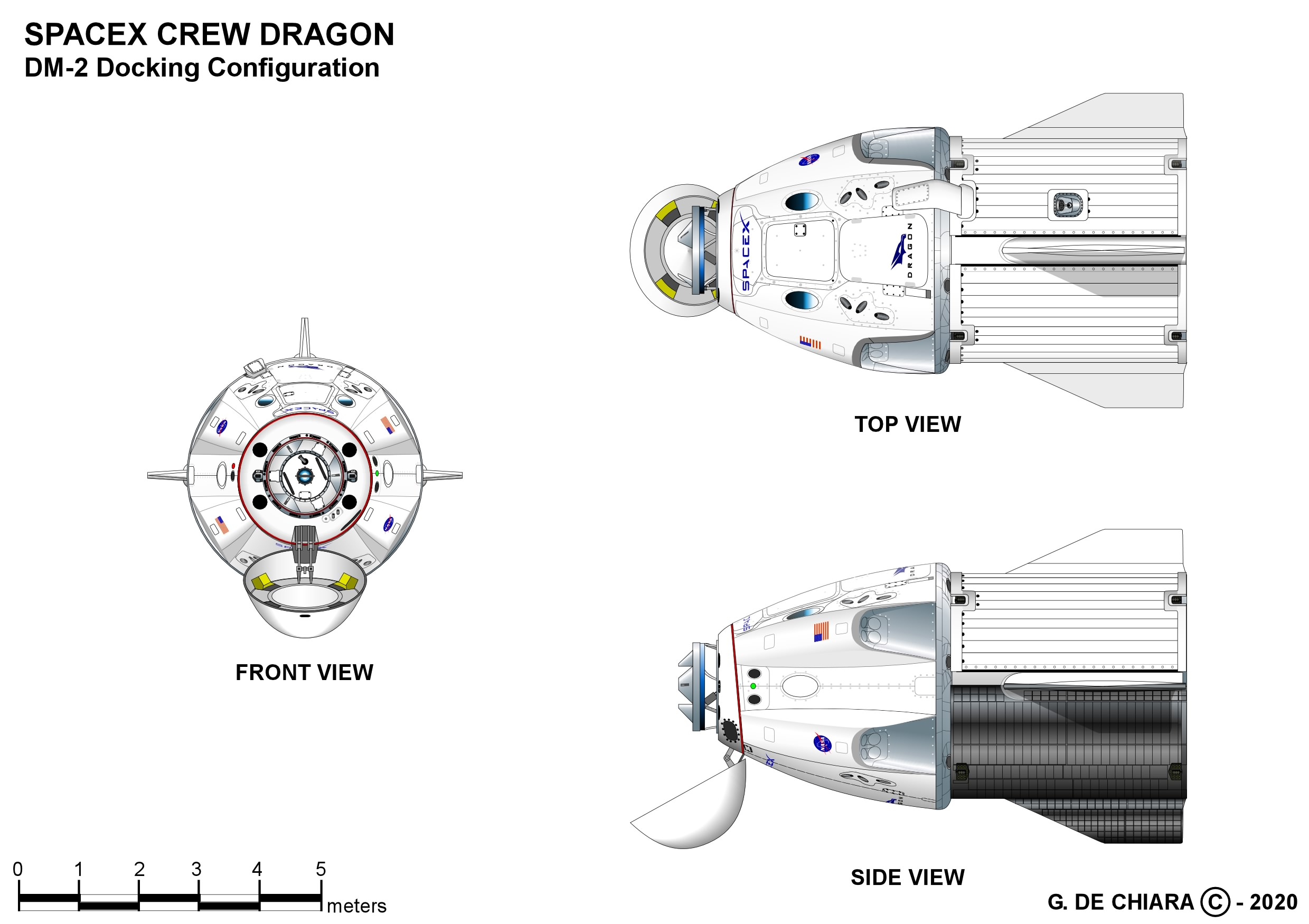
Crew Dragon v letové konfiguraci.

Crew Dragon tvoří znovupoužitelná kabina kónického tvaru a nástavec v podobě dutého válce (tzv. trunk). V kabině je hermetizovaný prostor o objemu 9,3 m3, v němž lze umístit sedačky až pro sedm osob (NASA pro lety k ISS využívá 4 místa). Nástavec je možné využít pro dopravu nákladu, který nemusí být umístěn v hermetizovaném prostoru (např. zařízení určeného pro umístění na vnější straně ISS, tedy v otevřeném kosmickém prostoru. Sestava kabiny a nástavce ve startovní pozici měří na výšku 8,1 metru a v průměru má 4 metry.

## Posádka
Hlavní posádka:
- Peggy Whitsonová (5), Axiom Space – velitelka
- Šubanšu Šukla (1), ISRO – pilot
- Sławosz Uznański-Wiśniewski (1), POLSA prostřednictvím ESA – letový specialista
- Tibor Kapu (1) – Vláda Maďarska – letový specialista.

V závorkách je uveden dosavadní počet letů do vesmíru včetně této mise.
Záložní posádka
- Michael López Alegría, Axiom Space – velitel
- Prasanth Nair, ISRO – pilot
- Gyula Cserényi, Vláda Maďarska – letový specialista

## Pozadí mise
Maďarsko v roce 2021 přijalo národní vesmírnou strategii, jejíž součástí byla také iniciativa Hungarian to Orbit (HUNOR) s rozpočtem 99 milionů amerických dolarů. Ještě koncem roku 2021 bylo vyhlášeno několikastupňové výběrové řízení, do něhož se přihlásilo 244 uchazečů. Z postupné redukce na 100 a zhruba 50 lidí vzešla nejlepší čtveřice představená v březnu 2023. Kvarteto poté zahájilo v USA rozsáhlý výcvik v kosmické dynamice, pilotování lehkých letadel a náročné fyzické a vědecké práci, během něhož pokračoval výběr. Dva nejúspěšnější uchazeči a budoucí členové hlavní a záložní posádky byli představeni 26. května 2024, v den 44. výročí startu prvního a dosud posledního maďarského kosmonauta Bertalana Farkase. Stali se jimi strojní inženýr Tibor Kapu a elektrotechnik Gyula Cserényi. Souběžně s výběrem vznikala nezbytná dohoda Maďarska s Axiom Space. V červenci 2022 podepsala společnost s Ministerstvem zahraničních věcí a obchodu Maďarské republiky memorandum o porozumění s cílem podpořit program HUNOR a rozvíjet příležitosti v oblasti vesmírného výzkumu a vývoje technologií. Na základě memoranda pak obě strany v září 2023 podepsaly rámcovou dohodu o kosmických letech (SFA), která místo pro maďarského kosmonauta v plánu letů Axiom Space stvrdila.
Také v polském případě uteklo od první i posledního kosmického letu více než 40 let, dokonce ještě o dva více než v maďarském případě, protože Miroslaw Hermaszewski se do vesmíru vydal už v červnu 1980. Tím však podobnost končí, protože polská vláda k vyjednávání přistoupila jiným způsobem než Maďarsko – přes ESA. Situaci měla snazší než maďarští kolegové, protože ve skupině záložních astronautů vybraných evropskou agenturou v roce 2022 nechyběl polský zástupce Sławosz Uznański. Proto mohli po několika měsících jednání zástupci polského Ministerstva rozvoje a technologií a Evropské kosmické agentury podepsat smlouvu, podle níž druhého Poláka v historii dopraví do vesmíru Axiom Space. ESA o tom smlouvu s Axiom Space uzavřela 4. srpna 2023. Agentura POLSA téhož dne spustila sběr návrhů na koncepty pro vzdělávací program, experimenty a testy, které druhý polský kosmonaut v historii po 46 nebo 47 letech na ISS provede. Předpokládaný astronaut Uznański se jen o několik týdnů později, 1. září 2023, na přechodnou dobu jako připojil ke Sboru astronautů ESA a zahájil základní trénink. Cena za polskou sedačku nebyla zveřejněna, ESA 2le už 9. června 2023 bez dalších podrobností oznámila, že Polsko zvýšilo svůj příspěvek na programy agentury o 295 milionů eur, což zahrnuje i let polského astronauta na ISS. Uznański se počátkem roku 2025 oženil a ke svému příjmení přijal také příjmení manželky Alexandry Wiśniewské.
Do třetice, i v indickém případě se do posádky Ax-4 teprve dostal druhý astronaut své země v historii po desítkách let čekání – prvního indický kosmonaut Rákeš Šarma, který svůj let absolvoval v dubnu 1984. Poté, co Indická vesmírná výzkumná organizace (ISRO) v srpnu 2023 úspěšně přistála na měsíčním povrchu se svou sondou Čandraján-3, oznámila v říjnu téhož roku dva cíle – do roku 2035 vybudovat vlastní vesmírnou stanici a o pět let později dopravit na měsíční povrch lidskou posádku. Postavit tým astronautů a zajistit jim vhodné zkušenosti je pro takové cíle nutnou podmínkou. A tak šéf NASA Bill Nelson oznámil koncem listopadu 2023 během návštěvy Indie, že agentura zajistí trénink dvou indických astronautů, z nichž jeden poletí na ISS. Koncem února 2024 ISRO představila tým čtyř kandidátů na astronauty pro svou chystanou kosmickou loď Gaganján, čerstvě vybraných testovacích pilotů Indických vzdušných sil (IAF). V souvislosti s návštěvou amerického velvyslance v Indii Erica Garcettiho v sídle ISRO koncem května 2024 americká i indická strana potvrdily, že pokračují diskuse o detailech letu indického astronauta na ISS v roce 2024. V červenci ISRO oznámila, že ze čtveřice svých astronautů vybrala dva, kteří budou nominováni pro let na ISS,.a veškerá očekávání se naplnila 2. srpna 2024, kdy ISRO podepsala s Axiom Space smlouvu SFA a zveřejnila, že pilotem v hlavní posádce 4. mise Axiom bude Šubanšu Šukla a jeho náhradníkem Prasanth Nair.
Oficiální oznámení o složení posádky včetně jména velitelky mise Peggy Whitsonové Axiom Space zveřejnila 5. srpna 2024, v den zahájení praktického tréninku v zařízeních SpaceX a NASA v USA. Navržené účastníky musela schválit Multilaterální komise pro provoz posádek (Multilateral Crew Operations Panel), kde konsensuální rozhodnutí přijímají zástupci všech pěti mezinárodních partnerů programu ISS – agentur NASA, ESA, Roskosmos, JAXA a CSA. Jejich souhlasné stanovisko bylo zveřejněno koncem ledna 2025.

## Vědecký program
Axiom Space připravila pro 4. misi dosud nejrozsáhlejší vědecký program se 60 výzkumy z více než 30 zemí, včetně 13 polských a 25 maďarských. Mezi nejvýznamnější studie podle společnosti patří:
- výzkum vlivu vesmírných misí na astronauty s diabetem závislé na inzulínu (zaměření na přesnost monitorování glukóz a stabilitu inzulínu v mikrogravitaci),
- výzkum, jak vesmírné lety ovlivňují lidský mozek, kvůli zlepšení bezpečnosti a výkonu astronautů během delších misí (pomocí technik magnetické rezonance vědci prozkoumají změny v cévní fyziologii a hematoencefalické bariéře),
- vyhodnocení dopadu mikrogravitace na kloubní struktury pomocí ultrazvukového zobrazování (cílem studie je vyvinout neinvazivní diagnostické techniky, zdokonalit cvičební protokoly a zmírnit rizika zranění spojená s cestováním do vesmíru),
- testování léčiva rebecsinib na nádorových organoidech odvozených od pacientů s agresivními druhy rakoviny (porovnáním růstových vzorců v mikrogravitaci a na Zemi se vědci snaží odhalit nové cíle pro léčbu metastatických nádorů),
- výzkum stárnutí kmenových buněk u astronautů (studie vyhodnotí, jak vesmírné lety ovlivňují záněty, získávání mutací a časné markery rakoviny, což by mohlo pomoci prohloubit pochopení stárnutí a nemocí v extrémních podmínkách).

## Příprava a průběh letu

### Příprava startu a jeho opakované odklady
NASA přidělila čtvrtou soukromou misi na ISS společnosti Axiom Space počátkem srpna 2023 s plánovaným termínem startu „nedříve v srpnu 2024”, už v říjnu téhož roku ale začala pracovat s novým termínem „nejdříve v říjnu 2024”. V srpnu 2024 pak v důsledku komplikaci v programu kvůli prodlouženému letu nové kosmické lodi Starliner NASA informovala, že se mise uskuteční „nejdříve na jaře 2025”. A počátkem února 2025 zástupce polské agentury POLSA informoval, že let je naplánován na přelom května a června 2025 a potrvá 16 dní. S měsíčním předstihem pak NASA oznámila, že je start naplánován na 29. května 2025 v 17:03 UTC, ale v polovině května ho kvůli úpravám harmonogramu přilétajících misí a prací na ISS odložila na 8. června 2025 v 13:11 UTC. Pět dní před termínem došlo bez zmínky o důvodu k dalšímu posunu, tentokrát na 10. června 2026 ve 12:22 UTC. Den před startem přišel jednodenní odklad na 11. června v 12:00 UTC (se záložním termínem 12. června v 11:37 UTC) kvůli předpovědi silného větru ve výstupním koridoru startovní trajektorie, aby jen pár desítek hodin před odletem SpaceX oznámila další změnu, kvůli nutnosti opravit únik kyslíku zjištěný během kontroly po statickém zážehu Falconu 9. Nový termín startu ovšem nebyl stanoven. 
NASA sice 12. června na webové stránce s časovým plánem zveřejnila nový termín 13. června v 11:12 UTC s připojením ke stanici o den později v 16:30 UTC, ale ještě téhož dne začátek mise znovu odložila. Kosmonauti Roskosmosu totiž v uplynulých dnech provedli inspekce vnitřních povrchů přetlakového modulu na konci modulu Zvezda a utěsnili některé nové oblasti úniku vzduchu. NASA odložením příletu dalších 4 astronautů na stanici poskytla Roskosmosu dodatečný čas na vyhodnocení situace a určení, zda je nutné další řešení problému. Ruská agentura však už 13. června oznámila, že podle měření se po provedené opravě únik vzduchu z přechodové komory poprvé od jeho objevení v roce 2019 zcela zastavil. O den později to potvrdila i NASA a současně vyhlásila, že start se uskuteční nejdříve 19. června 2025. Ani tento plán ale dlouho nevydržel, protože NASA den před startem přidala další tři dny, aby „získala čas na další vyhodnocení provozu stanice po nedávných opravách v zadní části modulu Zvezda”, a již den po tomto vyhlášení s podobným vysvětlením ustoupila i z nového termínu 22. června.

### Průběh letu
S dalším oznámením se čekalo 4 dny, až do 23. června – tentokrát ale již šlo o definitivní termín, který se podařilo využít. Mise z Floridy odstartovala 25. června 2025 v 06:31:53 UTC. Velitelka Peggy Whitsonová po dosažení oběžné dráhy oznámila, že kosmická loď C213, pátý a poslední exemplář lodi Crew Dragon, ponese jméno Grace. K ISS se Ax-4 připojila 26. června 2025 v 10:31 UTC. V 12:14 UTC posádka otevřela poklop spojovacího portu a krátce poté vstoupila na palubu stanice, na níž měla strávit kolem dvou týdnů.
NASA a SpaceX nakonec naplánovaly odpojení lodi od ISS po 18 dnech pobytu, 14. července 2025 v 11:05 UTC. Ve skutečnosti k odpojení došlo o 10 minut později a Crew Dragon Grace poté s posádkou a asi 260 kg nákladu včetně výsledků více než 60 provedených experimentů zamířila k přistání do vod Tichého oceánu při pobřeží Kalifornie. Na hladinu dosedla 15. července 2025 kolem 09:31:36 UTC nedaleko San Diega.